# Hunterieae
Hunterieae és una tribu de la subfamília de les Rauvolfioideae que pertany a la família de les Apocynaceae. Comprèn 3 gèneres.

## Gèneres
- Hunteria
- Picralima
- Pleiocarpa